# Pabbay (Barra)
Pabbay (en gaélico escocés: Pabaigh) es una de las Islas Barra, al sur de las Hébridas Exteriores, en Escocia. El nombre procede del antiguo nórdico: papa øy, que significa "isla del cura". Ocupando una superficie de 250 ha, la isla permanece deshabitada desde principios del siglo XIX.
La National Trust for Scotland es la propietaria legal de Pabbay desde 2000. Pabbay alberga una población de alrededor de 100 ovejas, y, en verano, numerosos pájaros que nidifican en la isla.
La isla albergó una ermita celta. Algunos yacimientos de la Edad de Hierro pueden observarse también en Pabbay.
- Datos: Q3057411
- Multimedia: Pabbay, Barra Isles / Q3057411